# Outside In The Rain
Az Outside In The Rain című dal az amerikai Gwen Guthrie 2. kimásolt kislemeze az 1986-ban megjelent Good To Go Lover című albumról.

## Megjelenések
7"  Polydor – 885-362-7
- A	Outside In The Rain 4:08 Producer – Gwen Guthrie
- B	Save Your Love For Me 4:50 Producer – Gwen Guthrie

## Slágerlista
| 1986 | Outside In The Rain | - | 51 | - |